# Wichita (tribù)
I wichita sono una confederazione di tribù di nativi americani di stirpe caddoan stanziata in Nordamerica; 
La confederazione è costituita da cinque popoli consanguinei, rispettivamente i kanoatino (quivira per i conquistadores, comunemente indicati come true wichita, cioè wichita originali), i tawakoni (tahuacano per i conquistadores), i tawehash (taovaya per i conquistadores), gli waco (iscani per i conquistadores) e i keechi. Abitano in Kansas, Texas e Oklahoma. Oggi sopravvivono 1.936 individui wichita in totale.

## Lingua
I wichita parlano un dialetto della lingua caddo. Essendo stati uniti alla tribù caddo, gli wichita hanno ereditato la loro lingua.

## Storia
I wichita erano in precedenza uniti alla tribù caddo, ma poi si staccarono ottenendo la loro indipendenza. Al momento dell'incontro con gli europei, intorno al 1500, i wichita avevano una popolazione di circa 200.000 individui. Il primo europeo a incontrare i wichita fu il conquistador Francisco Vasquez de Coronado nell'odierno Kansas nel 1541, durante la ricerca della leggendaria città di Quivira. Nel 1719 molti wichita emigrarono nel sud dell'Oklahoma e con l'avvento della guerra civile americana si trasferirono nuovamente in Louisiana. I wichita vennero sterminati a partire dal 1790. all'epoca si contavano circa 3.200 individui. Nel 1868 i wichita erano ridotti a 572 individui e, nel 1937, si ridussero fino a 100 individui. Nel 2003 il governo degli Stati Uniti riconobbe ufficialmente la tribù wichita.

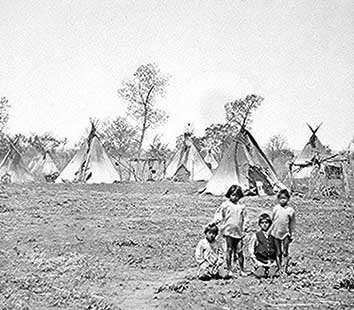
Un accampamento wichita

## Economia
I wichita erano abili cacciatori, ma praticavano anche l'agricoltura e il commercio e quindi era un popolo semi-sedentario. Erano soliti cacciare i bisonti d'inverno. Intorno al 1700 I wichita furono coinvolti in scambi commerciali con altre tribù del sud delle pianure. Le loro capanne erano fatte di cedro.

## Religione
I wichita erano coperti di tatuaggi sacri per le loro usanze. In particolare avevano molti tatuaggi intorno agli occhi e per questo vennero chiamati "persone con occhi di procione". Dapprima praticavano una danza per la fertilità del terreno, ma poi, nel XIX secolo, praticarono la danza degli spettri.